# Napoleon Sądek
Feliks Napoleon Sądek, właśc. Feliks Rosenbaum, ps. „Jacek Dereń”, „Napoleon Sądek” (ur. 11 kwietnia 1905, zm. 25 lutego 1970 w Londynie) – polski pisarz, dziennikarz i scenarzysta pochodzenia żydowskiego. W latach 30. XX wieku napisał lub współtworzył scenariusze do kilkunastu filmów fabularnych. Po II wojnie światowej przebywał w Wielkiej Brytanii, gdzie publikował powieści i sztuki teatralne oraz uczestniczył w życiu kulturalnym polskiej emigracji.

## Życiorys
Pochodził z rodziny przemysłowca Jana Rosenbauma i Florentyny z Bernsteinów. Uczęszczał do Gimnazjum im. Tadeusza Reytana w Warszawie, po czym rozpoczął studia prawnicze na Uniwersytecie Warszawskim. Po zakończeniu nauki był aplikantem adwokackim w sądzie grodzkim, następnie pracował jako adwokat. Jednocześnie publikował w prasie. Od 1929 pisał cykl felietonów „Wesoły kącik” w „Ostatnich Wiadomościach” pod pseudonimem Napoleon Sądek, a od 1930 przygotowywał felietony dla „Kuriera Czerwonego”, od 1931 także dla „Ekspressu Podhalańskiego”. W latach 1933–1939 napisał samodzielnie lub współtworzył scenariusze filmowe do kilkunastu filmów, opracowywał scenopisy i wykonał opracowanie literackie do Nie miała baba kłopotu.
Walczył podczas kampanii wrześniowej w randze porucznika, później został aresztowany przez władze sowieckie i wywieziony w głąb ZSRS. Po podpisaniu układu Sikorski-Majski przyłączył się do 2 Korpusu Polskiego, gdzie pełnił obowiązki oficera oświatowego. W 1942 otrzymał przydział do 4 baonu 3 Dywizji Strzelców Karpackich, gdzie był oficerem oświatowym w stopniu kapitana. W bitwie o Monte Cassino ochotniczo dostarczał na mułach amunicję i żywność dla oddziałów bojowych, za co otrzymał Krzyż Walecznych. Następnie oddelegowano go do Referatu Oświatowego 3 Dywizji Strzelców Karpackich. Był współtwórcą teatru żołnierskiego tej jednostki wojskowej. Mimo wojny nie zaniechał twórczości literackiej i dziennikarskiej. Publikował felietony i opowiadania m.in. w „Pobudce” (1942), „Dzienniku Żołnierza Armii Polskiej na Wschodzie” (1943–1945), „Gońcu Karpackim” (1943–1944), „Kurierze Polskim w Bagdadzie” (1943), „Orle Białym” (1944), „Wiarusie Polskim” (1944), „Ochotniczce” (1944). Na przełomie ostatnich dwóch lat wojny był współredaktorem gazetek dla żołnierzy polskich we Włoszech „Świerkożubr pod Syreną” i „Osa Karpacka”. W 1946 znalazł się wraz z 2 Korpusem w obozie wojskowym w Hodgemur Camps w Anglii.
Po demobilizacji zamieszkał w Londynie. Po zakończeniu II wojny światowej, zmienił nazwisko rodowe na Feliks Napoleon Sądek. Na łamach „Dziennika Polskiego i Dziennika Żołnierza” zamieszczał od 1949 swoje powieści, opowiadania oraz pisał serie felietonów („Widziane ze sceny” (1955), „Mały felieton” (1964–1966), „Trudny dzień” (1965)). Ponadto udzielał się w „Życiu” (1950–1951, 1953), „Orle Białym” (1950, 1952, 1954), „Gazecie Niedzielnej” (1952), „Głosie” (1952), „Tygodniku Polskim” (1962–1964) i „Wiadomościach” (1965). Pisywał felietony humorystyczne dla Radia Wolna Europa, a w latach 1961–1967 był zatrudniony w British Drama League jako lektor. Część powieści, opublikowanych w „Dzienniku Polskim i Dzienniku Żołnierza”, została wydana (np. Małżeństwo Marty), a Nieznany tor został przełożony na język angielski. Pisał również sztuki sceniczne, z humorem przedstawiające 2 Korpus Polski i życie polskich emigrantów. W 1949 Kwatera nad Adriatykiem została uhonorowana IV nagrodą na konkursie emigracyjnego Związku Artystów Scen Polskich; była wystawiana przez polskie teatry amatorskie w Stanach Zjednoczonych, Kanadzie, Australii i Argentynie. Współpracował z Feliksem Konarskim.
Sądek był długoletnim członkiem zarządu Związku Pisarzy Polskich na Uchodźstwie, wchodził także w skład Związku Dziennikarzy Rzeczypospolitej Polskiej, Związku Artystów Scen Polskich, Związku Kombatantów-Żydów. Pochowany został na cmentarzu żydowskim w dzielnicy Golders Green przy Hoop Lane. Oprócz Krzyża Walecznych otrzymał także Srebrny Krzyż Zasługi z Mieczami.
W 1933 ożenił się z Pauliną Nisenson.

## Twórczość (wybór)
Zestawienie przygotowane na podstawie źródeł:

### Film

#### Scenariusze
- Romeo i Julcia (1933)
- Kocha, lubi, szanuje (1934)
- Miłość maturzystki – przeróbka scenariusza Przebudzenia (1935)[6]
- Wacuś (1935)
- Papa się żeni (współautor: Jan Fethke) (1936)
- Dodek na froncie (1936)
- Bolek i Lolek (współautor: Jan Fethke) (1936)
- 30 karatów szczęścia (współautor: Jan Fethke) (1936)
- Niedorajda (współautor: Jan Fethke) (1937)
- Dorożkarz nr 13 (współautor: Marian Czauski, Antoni Marczyński; dialogi: Stefan Wiechecki) (1937)
- Zapomniana melodia (współautor: Jan Fethke, Ludwik Starski) (1938)
- Za winy niepopełnione (dialogi: Antoni Słonimski) (1938)
- Robert i Bertrand (współautor: Jan Fethke) (1938)
- Paweł i Gaweł (współautor: Jan Fethke, Ludwik Starski) (1938)
- Złota Maska (współautor: Jan Fethke) (1939)
- Przez łzy do szczęścia (współautor: Jan Fethke) (1939)
- Sportowiec mimo woli (współautor: Jan Fethke, Ludwik Starski) (1939)
- Uwaga! Szpieg (1939, nieukończony)
- Moja mama – to ja (1939, planowany, współautor: Jan Fethke)[7]

#### Scenopisy
- Będzie lepiej (współautor: Jan Fethke) (1936)
- O czym się nie mówi... (współautor: Jan Fethke) (1939)

#### Opracowanie literackie
- Nie miała baba kłopotu (1935)

### Teatr

#### Sztuki teatralne i rewiowe
- Niech żyją Polki. Materiały do widowiska rewiowego (Londyn 1947)
- Obrazki sceniczne, wydane dla zespołów teatralnych Polonii Zagranicznej (Londyn 1947)
- Kwatera nad Adriatykiem. Sztuka w 3 aktach (wyst. Londyn 1949, wyd. tamże 1950)
- Katarzynka. [Komedia w 3 aktach] (wyst. Londyn 1950)
- Pani doktór. [Komedia w 3 aktach] (wyst. Londyn 1950)
- Markietanki. (Serca w mundurkach). [Komedia w 3 aktach] (wyst. Londyn 1951, wyd. tamże 1952)
- Kamienicznik. Komedia w jednym akcie (Londyn 1953)
- Tańcowały dwa Michały (rewia) (wyst. Londyn 1953)
- Dla Ciebie wszystko! (rewia) (współautor: Feliks Konarski) (wyst. Londyn 1954)
- Placki kartoflane (dramat; powstał przed 1963) – wyróżnienie w konkursie na sztukę teatralną ZASP za Granicą i Ogniska Polskiego w Londynie w 1963

### Powieść
- Strzał na Earls Courcie (Dziennika Polskiego i Dziennika Żołnierza, Londyn 1949 nr 186–226)
- Małżeństwo Marty (tamże, Londyn 1950 nr 35–95; wydanie osobne Toronto: „Związkowiec” 1955)
- Nieznany tor (tamże, Londyn 1950 nr 202, 1951 nr 1–44; przedruk Toronto: „Związkowiec” 1956 nr 21–52, 1957 nr 1–34)
- Żyje się tylko raz (tamże, Londyn 1952 nr 1–120, 143–158)
- Zaproszenie na ślub (tamże, Londyn 1952 nr 228–310, 1953 nr 1–7)
- Mgła nad Londynem (tamże, Londyn 1953 nr 23–91)
- Porwanie (tamże, Londyn 1953 nr 259–307, 1954 nr 2–56)
- Pożar serc (tamże, Londyn 1954 nr 221–308, 1955 nr 1–3)
- 75 tysięcy (tamże, Londyn 1955 nr 55–164)
- Kłopoty rodzinne (tamże, Londyn 1955 nr 294–310, 1956 nr 1–98)
- Od hostelu do hostelu (tamże, Londyn 1957 nr 60–262)
- Konfrontacja (tamże, Londyn 1962 nr 61–77)
- Złe samopoczucie (tamże, Londyn nr 293–310, 1964 nr 1–78)